# Раков (Нижегородская область)
Раков — поселок в Спасском районе Нижегородской области России. Входит в состав Высокоосельского сельсовета.

## География
Находится на расстоянии приблизительно 11 километров по прямой на запад-северо-запад от села Спасского, административного центра района.

## История
Посёлок до начала XX века нигде не упоминался.

## Население
Постоянное население составляло 40 человек (русские 100%) в 2002 году, 20 в 2010.